# Adlerbeth
Adlerbeth är en svensk adelsätt, adlad 1720 och upphöjd i friherrligt stånd 1809 (introducerad i den värdigheten den 29 juni 1812). Dess mest kände medlem är Gudmund Jöran Adlerbeth (1751–1818), statsråd 1809–1815 och en av de första ledamöterna i Svenska Akademien. Han verkade som översättare, dramatiker och psalmdiktare, och var även som ledamot av konstitutionsutskottet våren 1809 en av upphovsmännen till 1809 års regeringsform.